# Olga Fröbe-Kapteyn
Olga Fröbe-Kapteyn (n. 19 octombrie 1881, Londra – d. 1962, Ascona, Elveția) a fost o spiritualistă și cercetătoare teologică olandeză, pasionată de teosofie. Ea a trăit cea mai mare parte din viață în Elveția.

## Tinerețea
Olga s-a născut la Londra într-o familie olandeză, fiind primul copil al lui Albertus Kapteyn (1848-1927), inginer și inventator și fratele mai mare al astronomului Jacobus Kapteyn, și al lui Truus Muysken (1855-1920), o activistă feministă și socială. Tatăl ei se mutase la Londra în 1881 pentru a lucra pentru Westinghouse Air Brake Company și din 1887 a fost directorul general al sucursalei londoneze. Mama ei s-a împrietenit cu oameni cu preocupări comune precum Bernard Shaw și Piotr Kropotkin. Olga a învățat la North London Collegiate School, fiind o prietenă apropiată a Mariei Stopes. La sfârșitul secolului, familia Kapteyn s-a mutat la Zürich (Elveția), unde mama ei a devenit centrul unui grup de intelectuali cu idei novatoare. Acolo, Olga a studiat istoria artei, a devenit o schioare și alpinistă pasionată și în 1909 s-a căsătorit cu flautistul și dirijorul croato-austriac Iwan Hermann Fröbe, care împărtășea interesul profund față de aviație și fotografie al tatălui ei. Iwan a fost flautistul Orchestrei Tonhalle începând din 1908, dar cariera sa de dirijor a determinat mutarea cuplului la Braunschweig, München și pe la sfârșitul anului 1910 la Berlin. La izbucnirea primului război mondial ei s-au mutat de la Berlin înapoi la Zürich, unde Olga a organizat un salon literar cunoscut sub numele de „Table Ronde” (masă rotundă). Ei au avut două fete gemene în mai 1915, dar Iwan a murit la scurt timp după într-un accident de avion ce a avut loc în septembrie 1915 la Fischamend lângă Viena.

## Studii
În 1920 Olga și tatăl ei au vizitat Sanatoriul Monte Verità din Ascona (Elveția) și câțiva ani mai târziu tatăl său a cumpărat Casa Gabriella, o fermă veche din apropiere. Aici Olga și-a petrecut restul vieții. Ea a început să studieze filozofia indiană și meditația și să se preocupe de teosofie. Printre prietenii și învățătorii ei se numărau poetul german Ludwig Derleth, psihologul Carl Jung și sinologul Richard Wilhelm, a cărui traducere a textelor I Ching i-au devenit accesibile. Ea cunoștea de asemenea mulți membri ai Școlii Înțelepciunii (Schule der Weisheit), condusă de contele Hermann Graf Keyserling în Darmstadt, ai cărei membri se ocupau cu investigarea rădăcinilor comune ale tuturor religiilor, precum și pe membrii Cercului Ecumenic din Marburg.

## Fondarea cercului Eranos
În 1928, fără a avea vreun scop clar în minte, ea a construit o sală de conferințe în apropiere de casa ei. Carl Jung i-a sugerat să folosească sala de conferințe ca un „loc de întâlnire între Est și Vest” (Begegnungsstätte zwischen Ost und West). Aceasta a stat la baza organizării unor întâlniri anuale a intectualilor cunoscute sub numele de Eranos, care continuă să ofere și astăzi o oportunitate pentru oamenii de știință din multe domenii diferite să se întâlnească și să-și împărtășească ideile și cercetările lor asupra spiritualității umane. Numele „Eranos” i-a fost sugerat de istoricul religiilor Rudolf Otto, al cărui concept de religie centrată asupra omului a avut un impact profund asupra originilor și evoluției cercului Eranos. Carl Jung a rămas, de asemenea, un participant important în organizarea conferințelor Eranos. Deși simpozioanele nu au avut în mod special un concept jungian, ele au folosit ideea de arhetipuri.
În anii 1930 și 1940, cercetarea în curs de desfășurare a Olgăi asupra arhetipurilor a purtat-o în bibliotecile importante din Europa și America, inclusiv Biblioteca Vaticanului, British Museum, Morgan Library din New York, Bibliothèque Nationale de France din Paris și Muzeul Național de Arheologie din Atena. Studiile diverse și intensive ale ei au îmbogățit cu materiale Archive for Research in Archetypal Symbolism care conține mai mult de șase mii de imagini și au sprijinit cercetările mai multor lectori Eranos și a altor savanți în cursul anilor.

## Moartea
Olga Fröbe-Kapteyn a murit în locuința ei din Casa Gabriella în 1962.